# Friedrich von Brandenburg (1819–1892)
Friedrich Viktor Gustav Graf von Brandenburg (30 tháng 3 năm 1819 tại Potsdam – 3 tháng 8 năm 1892 tại Domanze) là một tướng lĩnh và nhà ngoại giao của Phổ, từng tham chiến trong cuộc Chiến tranh Áo-Phổ năm 1866 và cuộc Chiến tranh Pháp-Đức năm 1870 – 1871. Sự nghiệp của ông có nhiều nét tương đồng với người anh song sinh của mình là Wilhelm von Brandenburg, cũng là một tướng lĩnh và nhà ngoại giao Phổ.

## Cuộc đời và sự nghiệp
Các cấp bậc
- 28 tháng 3 năm 1837 Thiếu úy
- 11 tháng 5 năm 1848 Trung úy
- 13 tháng 2 năm 1851 Trưởng quan kỵ binh
- 11 tháng 8 năm 1857 Thiếu tá
- 18 tháng 10 năm 1861 Thượng tá
- 26 tháng 4 năm 1864 Đại tá
- 22 tháng 3 năm 1868 Thiếu tướng
- 1872 Trung tướng
- 1880 Thượng tướng Kỵ binh

Friedrich là con trai của Thủ tướng Vương quốc Phổ Friedrich Wilhelm Graf von Brandenburg và là anh em sinh đôi của Wilhelm, người cũng theo đuổi sự nghiệp quân sự và trở thành tướng lĩnh.
Vào năm 1836, ông gia nhập Trung đoàn Cấm vệ quân và hoạt động trong trung đoàn này trong suốt 30 năm sau đó. Kể từ năm 1851, ông lãnh chức chỉ huy đại đội và trong cuộc tổng động viên quân đội năm 1859, ông được nhậm chức Tư lệnh cấp Trung đoàn. Từ năm 1861, bên cạnh chức vụ này, ông còn là sĩ quan hầu cận (Flügeladjudant) của Đức vua. Trên cương vị là tư lệnh cấp trung đoàn, ông đã tham chiến trong cuộc Chiến tranh Áo-Phổ năm 1866. Ông chỉ tham gia chiến đấu trong trận Königgrätz – trận đánh quyết định của cuộc chiến vào ngày 3 tháng 7, và đã kéo quân đến Clum ngay kịp lúc để góp phần bẻ gãy cuộc phản công lớn cuối cùng của các lực lượng trừ bị Áo. Vì đóng góp của ông trong cuộc chiến tranh, ông được trao tặng Huân chương Vương miện. Sau khi cuộc chiến chấm dứt, ông được phong cấp Tư lệnh của Lữ đoàn Kỵ binh Cận vệ số 1 và được thăng quân hàm Thiếu tướng, đồng thời là Tướng À la suite của Đức vua.
Sau đó, ông tham chiến trong cuộc Chiến tranh Pháp-Đức (1870 – 1871). Vào năm 1872, ông được thăng cấp Trung tướng, vào năm 1873 ông là Tướng phụ tá của Hoàng đế và Quốc vương, rồi vào năm 1880 ông lên cấp bậc Thượng tướng Kỵ binh. Vào năm 1884, ông giải ngũ nhưng đồng thời vẫn tại chức Tướng phụ tá. Vào năm 1888, với cấp bậc Wirklicher Geheimer Rat, ông là công sứ của Phổ ở Brussel và Lisbon. Ông chỉ mất 4 tháng sau người anh sinh đôi của mình.

## Phong tặng
Friedrich von Brandenburg đã được một số nước châu Âu tặng thưởng những huân chương như:
- Huân chương Đại bàng Đỏ hạng ba với Cái cung
- Huân chương Vương miện Phổ hạng hai với Bảo kiếm
- Thập tự Hiệp sĩ của Huân chương Hoàng gia Hohenzollern
- Giải thưởng phục vụ (Dienstauszeichnungskreuz) của Phổ
- Huân chương Thánh Vladimir hạng tư của Nga
- Huân chương Thánh Anna của Nga, hạng hai
- Huân chương Thánh Stanislaus, hạng ba